# 诗人凯基利乌斯
凯基利乌斯（英語：Caecilius Statius，前220年—前166年），古罗马喜剧诗人与文学评论家。塞狄吉图斯与贺拉斯均对他给予了极高的评价，其作品模仿古希腊剧作家米南德，现仅存424个剧名及280行诗。

## 扩展阅读
- 本条目包含来自公有领域出版物的文本: Chisholm, Hugh (编).  (第11版). London: Cambridge University Press. 1911.